# Lazarettfriedhof Saalow

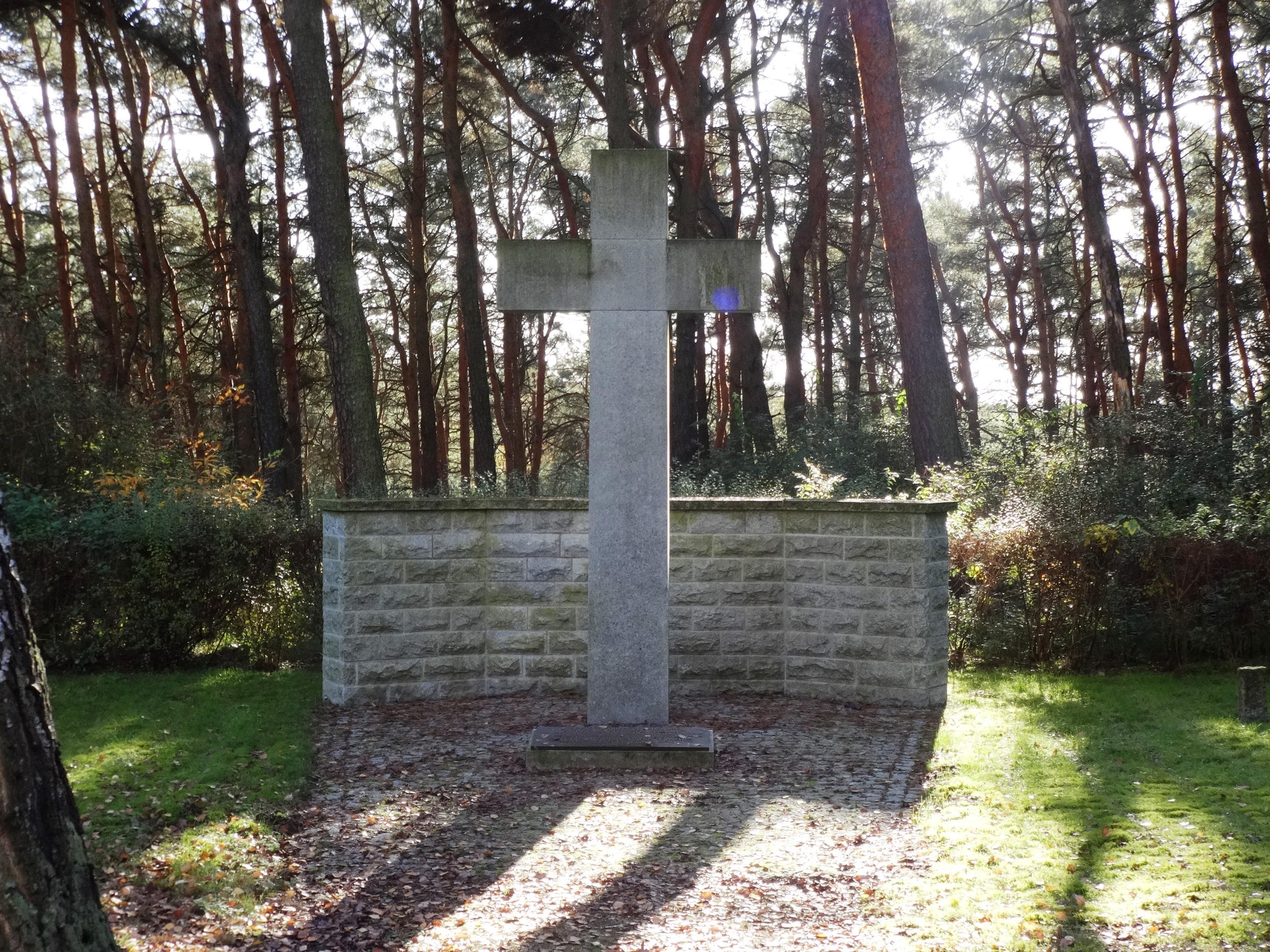
Hochkreuz des Lazarettfriedhofs in Saalow

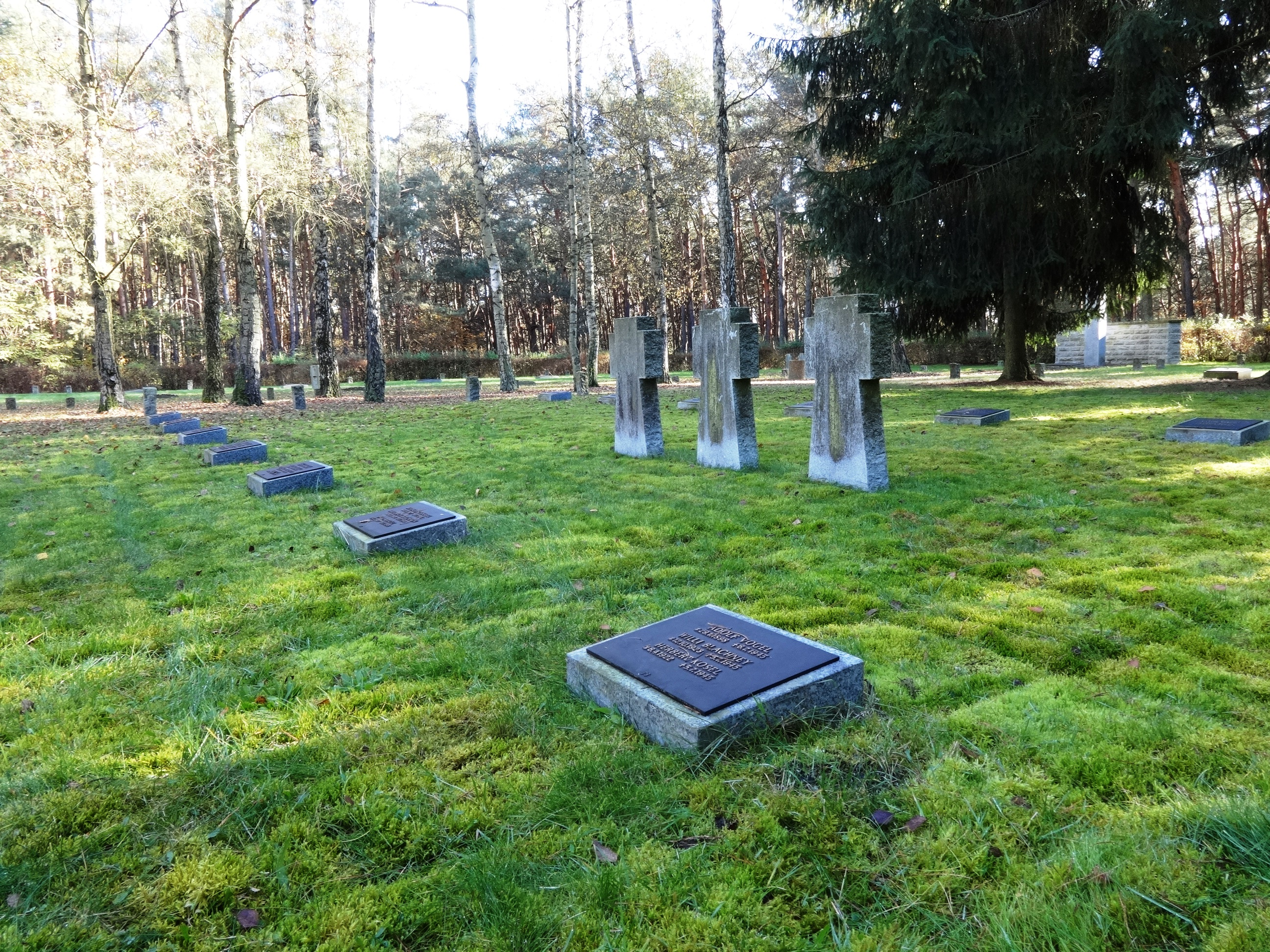
Gräberfeld der Soldaten

Der Lazarettfriedhof Saalow ist eine Kriegsgräberstätte in Saalow, einem Ortsteil der amtsfreien Gemeinde Am Mellensee im Landkreis Teltow-Fläming in Brandenburg.

## Hintergrund und Geschichte
Der Friedhof entstand in den letzten Tagen des Zweiten Weltkriegs im Mai 1945. In Saalow existierte zu dieser Zeit auf der gegenüberliegenden Straßenseite ein Lazarett der Luftwaffe. Soldaten, die dort starben, konnten auf Grund der zerstörten Infrastruktur nicht mehr in ihre Heimatorte überführt werden. Bis November des Jahres wurden 331 deutsche Soldaten der Wehrmacht auf dem  Gelände bestattet. Nach dem Ende der Kampfhandlungen richtete die Gemeinde in dem Lazarett ein Umsiedlerkrankenhaus ein, um Flüchtlinge und Vertriebene aus den Ostgebieten des Deutschen Reiches zu versorgen. Von ihnen starben in der Zeit von Oktober 1945 bis zum Stichtag des Gräbergesetzes, dem 31. März 1952, insgesamt 702 Menschen, die ebenfalls auf dem Gelände bestattet wurden.
Im Jahr 2000 setzte die Gemeinde den Friedhof instand.

## Aufbau
Der Friedhof kann durch einen Zugang vom Horstweg aus betreten werden. Er wird durch eine Mittelachse in zwei Bereiche unterteilt, die mit je acht Birken eine Allee umsäumen. Sie führt auf ein zentrales, steinernes und schlicht gehaltenes Hochkreuz zu. Links von der Allee befindet sich das Gräberfeld für Flüchtlinge und Vertriebene. Es ist in zwei parallel angeordneten Reihen mit je 14 Sammelgräbern angeordnet. Die Bestattung erfolgte in chronologischer Reihenfolge von der Straßenseite aus in Richtung Hochkreuz. Da der Platz nicht ausreichte, bestattete man weitere Tote auf der rechten hinteren Seite des Friedhofs. Die von der Zuwegung aus rechts gelegene Fläche dient als Gräberfeld für die Wehrmachtsangehörigen. Vor dem Kreuz befindet sich eine Gedenktafel mit der Inschrift: „Auf diesem Friedhof ruhen 1033 Opfer des II. Weltkrieges 1939–1945, die im Lazarett Saalow starben. 331 Soldaten erlagen ihren schweren Verwundungen zwischen Mai und November 1945. 702 Flüchtlinge, Umsiedler und Vertriebene starben zwischen Oktober 1945 und März 1952.“ Unterhalb der Inschrift befindet sich ein Zitat von Theodor Heuss: „Sorgt ihr, die ihr noch im Leben steht, dass Frieden bleibe – Frieden zwischen den Menschen, Frieden zwischen den Völkern!“.